# Tintometro
Il tintometro è un macchinario che consente di mescolare tra di loro colori e tinte differenti, allo scopo di ottenere dei colori particolari, personalizzati diversi da quelli offerti comunemente sul mercato e già preparati.
Col tintometro possono essere composti colori e smalti di varia base, sia per pitture murali, o qualsiasi altra superficie.

## Funzionamento
Il tintometro è costituito generalmente da più di dieci serbatoi, ciascuno dei quali contiene un particolare colore. Attraverso un sistema elettromeccanico, vengono miscelati i colori di base contenuti nei serbatoi per creare una tinta predeterminata. In tal modo il tintometro è in grado di elaborare qualche migliaio di tinte diverse.